# رأس الحكمة (قرية)
قرية رأس الحكمة هي إحدى القرى التابعة لمركز مرسى مطروح في محافظة مطروح في جمهورية مصر العربية. حسب إحصاءات سنة 2018، بلغ إجمالي السكان في رأس الحكمة 8,036 نسمة، منهم 4,398 رجل و 3,638 امرأة.